# Hans J. Bocker

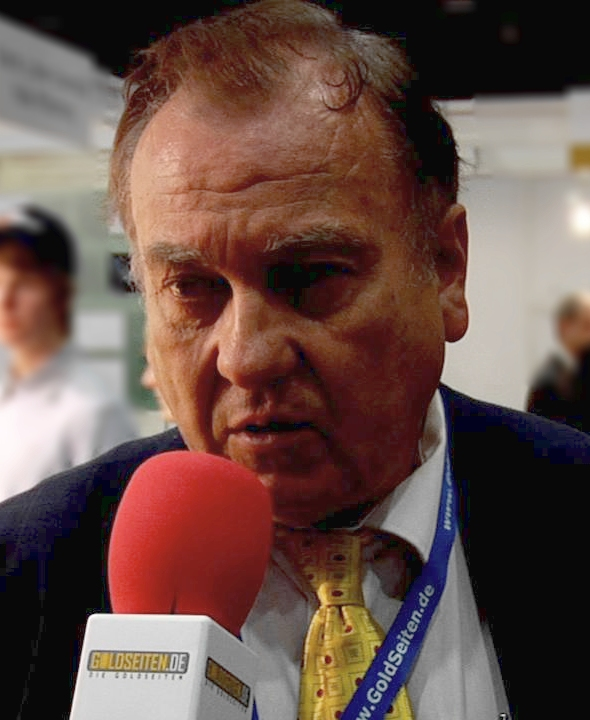
Hans J. Bocker,
Edelmetallmesse 2009, München

Hans Jürgen Bocker (* 13. Juli 1939; † 23. Oktober 2020) war ein deutscher Unternehmer und Autor. Öffentlich bekannt wurde er vor allem durch Publikationen und Empfehlungen zur Vermögensanlage in Edelmetalle und Seltene Erden.

## Leben
Bocker wuchs in Thüringen auf; er studierte Maschinenbau an der TU Darmstadt und Betriebswirtschaft an der Ludwig-Maximilians-Universität München. Mit der Arbeit zum Thema Air Transport Potential and Problems of Developing Countries with Special Reference to the Republic of Botswana promovierte er 1978 an der Universität von Südafrika (UNISA). Bereits in den frühen 1970er Jahren hatte er sich am 1960 gegründeten Bureau of Market Research (BMR) der UNISA in seiner Arbeit A Study of the Air Traffic Potential of the Republic of Botswana: A Survey Conducted on Behalf of Esquire Airways Botswana  speziell mit den wirtschaftlichen Möglichkeiten des Lufttransports in der Republik Botswana befasst.
Bocker hatte seinen Wohnsitz in Alpnach (Schweiz). Dort gründete er 2002 das Anlageberatungsunternehmen SwissAm Consult GmbH. Seit 2008 war er zudem Vorsitzender der Cash Raider AG und seit 2011 auch Vorsitzender der Bakken Energy Corporation.
Er war von 2007 bis 2017 Verwaltungsratspräsident der Elementum International AG; in diesem Amt folgte ihm Philipp Bagus. Ab 2017 war Bocker Ehrenpräsident dieser Aktiengesellschaft.

## Veröffentlichungen (Auswahl)
- mit Wolfgang J. R. Haertrich: Der Börsengang in den USA: „going public“ an der NASDAQ; eine Alternative für den Mittelstand. ISM, Dortmund 1998. ISBN 978-3-00-004686-5
- Zwanzig Totschlag-Argumente gegen Gold: Sklavenaufstand im Weltreich der Papiergeldkönige. Verlag Johannes Müller, Bern 2008. ISBN 978-3-9523315-1-4
- Freiheit durch Gold: Sklavenaufstand im Weltreich der Papiergeldkönige. Verlag Johannes Müller, Bern [3. Aufl. 2010; erschienen in mehreren Sprachen]. ISBN 978-3-9523315-3-8 (eingeschränkte Vorschau in der Google-Buchsuche)
- Sachwert, Edelmetall, Papiergeld. SwissAm Consult GmbH [Eigenverlag], Alpnach 2014.